# Traian, Bolgrad
Traian, întâlnit și sub forma Traianu-Nou (în bulgară Ново Троян, transliterat: Novo Troian, în ucraineană Нові Трояни, transliterat: Novi Troianî) este un sat în comuna Ciișia din raionul Bolgrad, regiunea Odesa, Ucraina. Are 4,234 locuitori, preponderent bulgari.
Satul este situat la o altitudine de 138 metri, în partea de nord-est a raionului Bolgrad. El se află la o distanță de 42 km nord-est de centrul raional Bolgrad și la 12 km de stația de cale ferată Ceadîr-Lunga, pe linia Odesa - Bolgrad. Prin această localitate trece drumul național Bolgrad-Tighina. Din apropierea acestei localități izvorăște râul Catalpugul Mare, care traversează satul și în final se varsă în Lacul Catalpug, în dreptul localității Șichirlichitai-Noi.
În această localitate se află punct internațional de trecere auto a frontierei Traian - Ceadîr-Lunga (dintre Ucraina și Republica Moldova).

## Istoric
Prin Tratatul de pace de la București, semnat pe 16/28 mai 1812, între Imperiul Rus și Imperiul Otoman, la încheierea războiului ruso-turc din 1806 – 1812, Rusia a ocupat teritoriul de est al Moldovei dintre Prut și Nistru, pe care l-a alăturat Ținutului Hotin și Basarabiei/Bugeacului luate de la turci, denumind ansamblul Basarabia (în 1813) și transformându-l într-o gubernie împărțită în zece ținuturi (Hotin, Soroca, Bălți, Orhei, Lăpușna, Tighina, Cahul, Bolgrad, Chilia și Cetatea Albă, capitala guberniei fiind stabilită la Chișinău).
După războiul ruso-turc, începând din anul 1812 s-au stabilit în sudul Basarabiei familii de imigranți bulgari din sudul Dunării, aceștia primind terenuri de la ocupanții ruși ai Basarabiei. În anul 1829, coloniștii bulgari au fondat satul Traian.
În urma Tratatului de la Paris din 1856, care încheia Războiul Crimeii (1853-1856), Rusia a retrocedat Moldovei o fâșie de pământ din sud-vestul Basarabiei (cunoscută sub denumirea de Cahul, Bolgrad și Ismail). Satul Traian s-a aflat pe teritoriul rămas Rusiei.
În vara anului 1871, autoritățile țariste au desființat privilegiile coloniștilor bulgari din Basarabia, ceea ce a schimbat structura administrativă a coloniilor bulgare. La începutul anului 1906, a avut loc o răscoală țărănească în satul Traian. Răsculații au refuzat să-și plătească datoriile către stat, au cerut alegeri noi și constituirea unei secții de poliție. Poliția i-a arestat pe K.N. Bondar și V.D. Mirceva pentru instigare la revolte .
În ianuarie 1918, activiștii bolșevici au preluat conducerea în sat. Intervenția armatei române în Basarabia, la solicitarea Sfatului Țării, a dus la reprimarea revoltei bolșevice și la pacificarea localității.
După Unirea Basarabiei cu România la 27 martie 1918, satul Traian a făcut parte din componența României, în Plasa Tașlâc (apoi în Plasa Ivăneștii noi) a județului Cetatea Albă. Pe atunci, majoritatea populației era formată din bulgari, existând și o comunitate mică de țigani. La recensământul din 1930, s-a constatat că din cei 4.754 locuitori din sat, 4.668 erau bulgari (98.19%), 24 ruși (0.50%), 15 români (0.32%), 12 evrei și 3 greci.
Ca urmare a Pactului Ribbentrop-Molotov (1939), Basarabia, Bucovina de Nord și Ținutul Herța au fost anexate de către URSS la 28 iunie 1940. După ce Basarabia a fost ocupată de sovietici, Stalin a dezmembrat-o în trei părți. Astfel, la 2 august 1940, a fost înființată RSS Moldovenească, iar părțile de sud (județele românești Cetatea Albă și Ismail) și de nord (județul Hotin) ale Basarabiei, precum și nordul Bucovinei și Ținutul Herța au fost alipite RSS Ucrainene. La 7 august 1940, a fost creată regiunea Ismail, formată din teritoriile aflate în sudul Basarabiei și care au fost alipite RSS Ucrainene .
În perioada 1941-1944, toate teritoriile anexate anterior de URSS au reintrat în componența României. Apoi, cele trei teritorii au fost reocupate de către URSS în anul 1944 și integrate în componența RSS Ucrainene, conform organizării teritoriale făcute de Stalin după anexarea din 1940, când Basarabia a fost ruptă în trei părți.
În august 1946 a fost înființat colhozul din sat. În anul 1954, Regiunea Ismail a fost desființată, iar localitățile componente au fost incluse în Regiunea Odesa.
Începând din anul 1991, satul Traian face parte din raionul Bolgrad al regiunii Odesa din cadrul Ucrainei independente. În prezent, satul are 4.234 locuitori, preponderent bulgari.

## Economie
Locuitorii satului Traian se ocupă în principal cu agricultura. Se cultivă în special cereale și viță de vie. De asemenea, aici există și o fermă zootehnică și o carieră de piatră.

## Demografie
Componența lingvistică a comunei Traian
     Bulgară (95,63%)
     Rusă (1,51%)
     Ucraineană (1,39%)
     Alte limbi (0,58%)
Conform recensământului din 2001, majoritatea populației comunei Traian era vorbitoare de bulgară (95,63%), existând în minoritate și vorbitori de rusă (1,51%) și ucraineană (1,39%).
1930: 4.754 (recensământ)
2001: 4.234 (recensământ)

## Obiective turistice
- Monumentul victoriei poporului sovietic în Marele Război pentru Apărarea Patriei